# Condado de Musselshell
O Condado de Musselshell é um dos 56 condados do estado norte-americano de Montana. A sede de condado é Roundup, que é também a sua maior cidade. O condado tem uma área de 4846 km² (dos quais 10 km² estão cobertos por água), uma população de 4479 habitantes, e uma densidade populacional de 0,9 hab/km² (segundo o censo nacional de 2000). O condado foi fundado em 1911 e o seu nome provém do rio Musselshell, que recebeu por sua vez o seu nome na Expedição de Lewis e Clark por causa da presença de mexilhões (mussels) nas suas margens.